# 自旋電子學
自旋電子學（英語：Spintronics），一个混成詞，意思是“自旋输运电子学”），也被称为spinelectronics或fluxtronics，是除了基本的电子电荷之外，在固态电子器件中电子内在自旋的及其关联磁矩的研究。
自旋电子学与更旧的磁电子学的不同之处在于旋转是既被磁场又被电场这两个场操纵。
自旋電子學是利用創新的方法，來操縱電子自旋自由度的科學，是一種新興技術。應用於自旋電子學的材料，需要具有較高的電子極化率，以及較長的電子鬆弛時間。許多新材料，例如磁性半導體、半金屬等，近年來被廣泛的研究，以求能有符合自旋電子元件應用所需要的性質 。

## 历史
自旋电子学是从1980年代在关于固态器件自旋相关的电子输运现象的发现中出现了。这包括由Johnson和Silsbee于1985年观测到自旋极化电子从铁磁金属中注入到普通金属，和独立地由阿尔贝·费尔（Albert Fert）等人，和彼得·格林贝格（Peter Grünberg）等人于1988年发现的巨磁阻效应。自旋电子学的起源可以追溯到Meservey和Tedrow开创的铁磁/超导隧道实验以及Julliere在1970年代对磁隧道结的初步实验。 半导体在自旋电子学中的应用始于1990年达塔(Datta)和Das的自旋场效应晶体管的理论提议，以及拉什巴(Rashba)在1960年的电偶极子自旋共振的理论提议。
2012年，IBM科学家创造了持续旋转同步电子，持续时间超过1纳秒。 这是迄今为止结果的大约30倍，并且持续时间比现代处理器的时钟周期更长。 这为利用电子旋转进行信息处理的研究开辟了一条新途径。

## 理论
电子的自旋是本征角动量，它由于其轨道运动是与角动量分离的。沿任意轴的电子的自旋的投影（projection）的量值为{\displaystyle {\tfrac {1}{2}}\hbar }，这意味着电子作为遵守自旋统计定理的一个费米子。类似于轨道角动量，自旋具有相关联的磁矩，其大小被表示为
{\displaystyle \mu ={\tfrac {\sqrt {3}}{2}}{\frac {q}{m_{e}}}\hbar }.
在固体中的许多电子的自旋可以共同行动来影响材料的磁性的和电子的特性，例如在铁磁性中赋予它永久性的磁矩。
在许多材料中，电子自旋同样被存在于向上和向下状态，并且没有传输特性取决于自旋。 自旋电子器件需要产生或操纵自旋极化的电子群体，导致过量的自旋或自旋电子。 任何自旋相关属性X的极化可以被写成
{\displaystyle P_{X}={\frac {X_{\uparrow }-X_{\downarrow }}{X_{\uparrow }+X_{\downarrow }}}}.
通过在自旋向上和向下旋转之间产生平衡能量分离，可以实现净自旋极化。 方法包括将材料放入大磁场（塞曼效应），交换能量存在于铁磁体中或迫使系统失去平衡。 可以维持这种非平衡种群的时间段称为自旋寿命， {\displaystyle \tau }。
在扩散导体中，自旋扩散长度{\displaystyle \lambda }可以定义为非平衡自旋群体可以传播的距离。 金属中传导电子的旋转寿命相对较短（通常小于1纳秒）。 一个重要的研究领域致力于将这一寿命延长到技术相关的时间尺度。

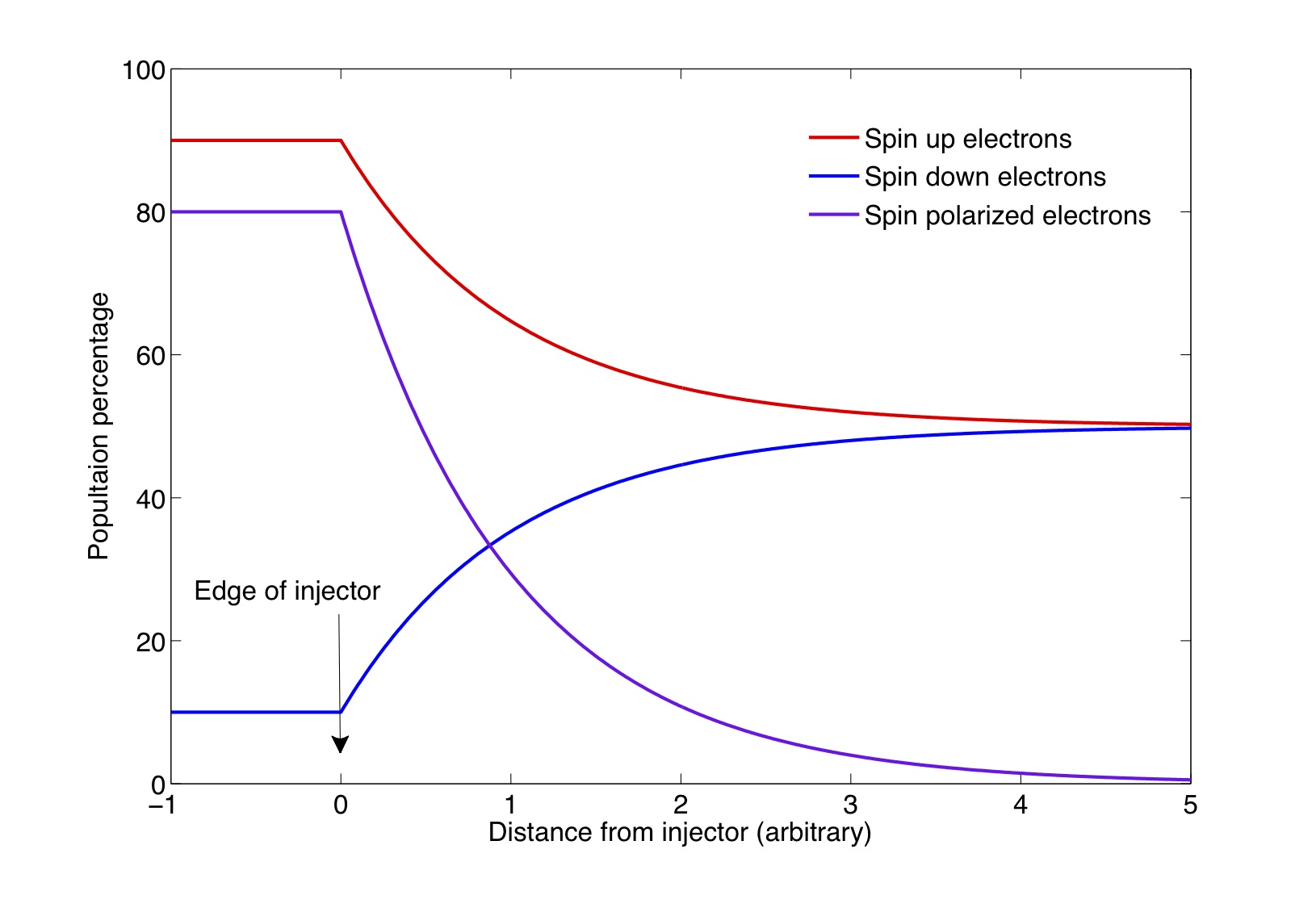
一个显示旋转，旋转和产生的自旋极化电子群的图。 在自旋注入器内部，极化是恒定的，而在注入器外部，随着自旋向上和向下的群体达到平衡，极化呈指数衰减到零。

自旋极化群体的衰变机制可大致分为自旋翻转散射和自旋相移。 自旋翻转散射是固体内部不能保持自旋的过程，因此可以将进入的自旋向上状态切换为输出向下旋转状态。 自旋相移是一种过程，其中由于不同的电子自旋速率进动，具有共同自旋态的电子群随时间变得更少偏振。 在受限结构中，可以抑制自旋相移，导致半导体量子点在低温下的旋转寿命为毫秒。
超导体可以增强自旋电子学的中心效应，例如磁阻效应，自旋寿命和无耗散自旋电流。

## 自旋电子逻辑器件
用于实现扩展的非易失性自旋逻辑器件正在被广泛研究。 使用自旋和磁铁进行信息处理的自旋转移，并基于扭矩的逻辑设备已经被提出了。这些设备是国际半导体技术发展蓝图(ITRS)探索路线图的一部分。 逻辑内存应用程序已经处于开发阶段。 2017年的评论文章可以在《今日材料》(Materials Today)中找到。

### 應用
硬碟的磁頭是自旋電子學領域中，最早商業化的產品。此外，尚有許多充滿潛力的應用，例如磁性随机存储器（MRAM）、自旋場發射電晶體、自旋發光二極體等。
摩托羅拉公司基於單個磁性隧道結開發了第一代256Kb磁性随机存储器（MRAM），以及讀/寫週期小於50納秒的單個晶體管。Everspin公司已經開發出了4 Mb版本。第二代的MRAM技術正在開發中：熱輔助切換（TAS）和自旋转移矩(Spin-transfer torque, STT)。
另一種設計是賽道記憶體（Racetrack memory），在鐵磁線的疇壁之間的磁化方向編碼信息。
磁傳感器可以使用GMR效應。

## 基于半导体的自旋电子器件
掺杂的半导体材料显示稀释的铁磁性。 近年来，稀磁氧化物（DMOs）包括ZnO基DMOs和TiO2基DMOs已成为众多实验和计算研究的主题。 非氧化物铁磁半导体源（如锰掺杂的砷化镓GaMnAs），增加了与隧道势垒的界面电阻，或使用热电子注入。

### 应用
采用自旋极化的电子注入的应用已经显示门限电流降低和可控的圆偏振光相干光输出。例子包括半导体激光器。未来的应用可以包括基于自旋晶体管具有超过MOSFET器件的优势，例如陡峭的亚阈值斜率。

## 參閱
- 巨磁阻效应
- 自旋-軌道作用
- 约瑟夫森效应
- 磁性半导体
- 谷电子学（英语：Valleytronics）
- 凝聚态物理学
- 磁阻式隨機存取記憶體(MRAM）
- 新興技術列表

## 外部連結
- （英文）Scientific American (2002) （页面存档备份，存于）
- （英文）IBM (2003) （页面存档备份，存于）
- （英文）Wired: update on MRAMs, 2003 Jul （页面存档备份，存于）
- （英文）Spintronics research targets GaAs.
- （英文）Spintronics at SUNY Albany's College of Nanoscale Science and Engineering
- （英文）Spintronics information community site （页面存档备份，存于）
- （英文）Optical Spintronics Data Storage （页面存档备份，存于）

Template:新兴技术